# Ulrich Hemel

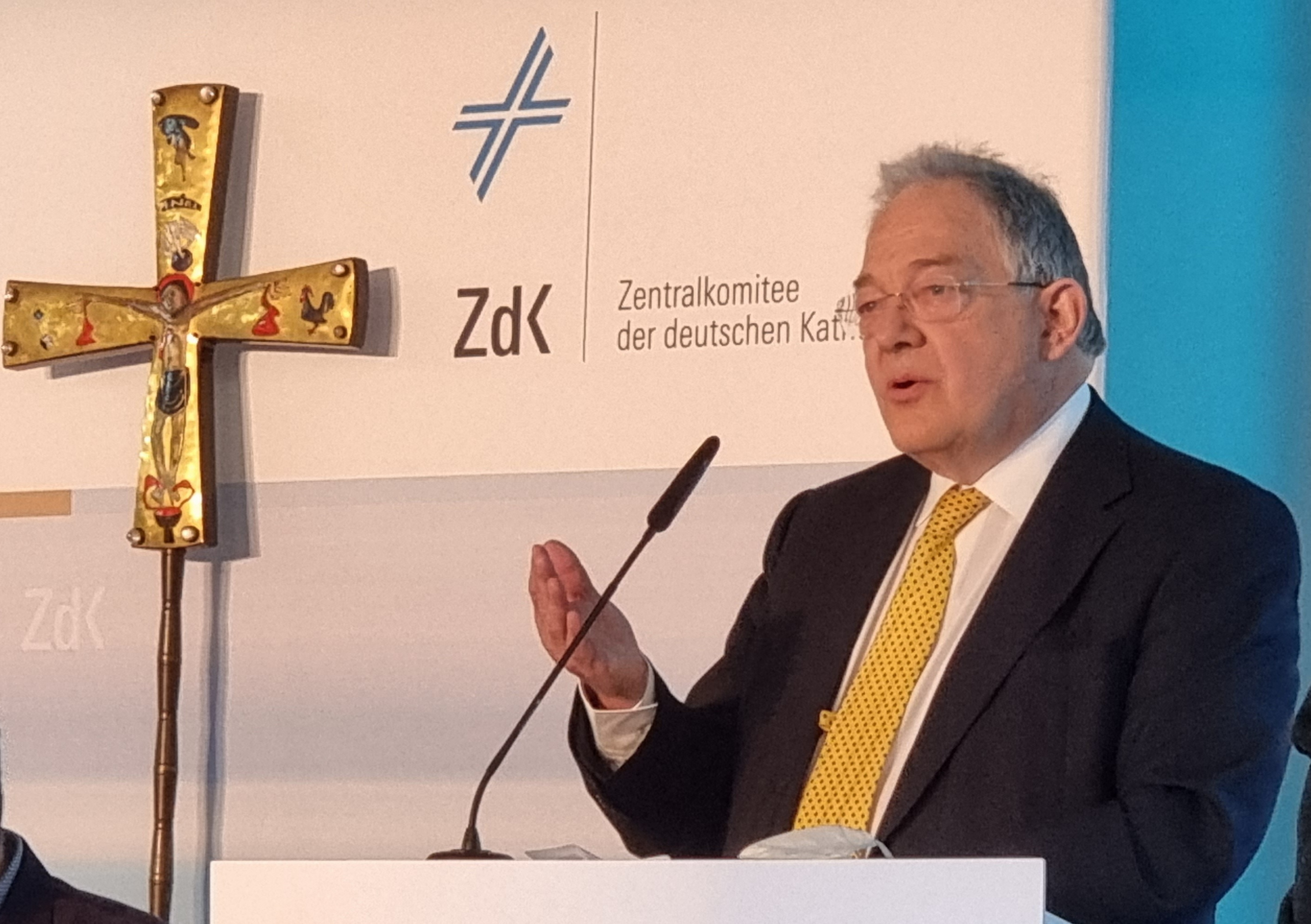
Ulrich Hemel (2021)

Ulrich Hemel (* 9. August 1956 in Bensheim/Bergstraße) ist ein deutscher katholischer Theologe, Gründer des Instituts für Sozialstrategie, Unternehmensberater, Manager und Unternehmer.

## Leben
Ulrich Hemel studierte in Mainz und Rom Katholische Theologie, Philosophie sowie Wirtschafts- und Sozialwissenschaften. Im Jahr 1983 wurde er im Fach Religionspädagogik promoviert und habilitierte sich 1988 an der Katholisch-Theologischen Fakultät der Universität Regensburg. Er engagierte sich speziell für das „Europäische Forum Religionsunterricht“. In Regensburg war er später als Privatdozent und ist seitdem als außerplanmäßiger Professor tätig.
1991 wechselte er zur Boston Consulting Group, wo er für Industrieunternehmen und Banken tätig war und zum Recruiting Director und Manager aufstieg. Öffentlich bekannt wurde u. a. die von ihm beratungsseitig geleitete Sanierung von Carl Zeiss. Ab 1996 wechselte er zur Hartmann AG (Heidenheim), einem Verbandstoffhersteller. 1998 wurde er dort Vorstand, 2001 Vorstandsvorsitzender. In dieser Zeit internationalisierte er das Unternehmen durch Gründung zahlreicher Auslandsgesellschaften in und außerhalb Europas. Nach einem Zerwürfnis mit der Eigentümerfamilie gründete er seine eigene Unternehmensberatungs- und Beteiligungsfirma. Von 2005 bis 2007 führte er den Möbelzulieferer Süddekor und leitete den Verkaufsprozess an ein Private-Equity-Unternehmen. Von 2012 bis 2013 führte er die Pflegeheimkette Casa Reha.
Gleichzeitig führte er seine akademische Tätigkeit durch Veröffentlichungen und Vorträge weiter und wurde u. a. 1998 in die Europäische Akademie der Wissenschaften und Künste aufgenommen. Die praktische Erfahrung als Unternehmensleiter und die akademische Vertiefung in den Feldern „Wissenschaftstheorie der Religionspädagogik“ und „Wirtschaftsethik“ trugen dazu bei, dass er Anfang 2008 zum Präsidenten der Katholischen Universität Eichstätt gewählt wurde. Er konnte das Amt aber nicht antreten, da ihn Bischof Gregor Maria Hanke als Großkanzler der Universität und als Vertreter der Bayerischen Bischöfe nicht ernannte. Gründe wurden nicht genannt. Am 6. Mai 2008 wurde bekannt, dass das Bewerbungsverfahren neu aufgerollt werden müsse. Seit 2018 ist er Mitglied im Vorstand der Maximilian-Bickhoff-Universitätsstiftung, seit 2020 deren Vorsitzender.
Seit 2000 ist Hemel Vorsitzender des Vorstands der Stiftung Forschungsinstitut für Philosophie Hannover, einer vom katholischen Hildesheimer Bischof Josef Homeyer gegründeten kirchlichen Stiftung des öffentlichen Rechts und seit 2004 leitet er mit seiner Frau Amparo Lucia Hemel die Stiftung „Kinder ohne Grenzen“, die ein Kinderheim bei Medellín betreibt. Im Jahre 2009 gründete er das „Institut für Sozialstrategie“, das sich besonders der Frage nach der Gestaltung der globalen Zivilgesellschaft widmet. Vorschläge wie das Bildungssparen wurden teilweise auch in der Politik aufgegriffen (Koalitionsvertrag der Bundesregierung 2009).
Ab 2011 fungierte Hemel auch als Beirat für Fair Observer. Weiterhin ist er in der Jury des Bayer-Aspirin-Sozialpreises und des LEA-Preises für Unternehmerische Verantwortung in Baden-Württemberg tätig. Er wirkt außerdem in verschiedenen Beiräten und Aufsichtsräten mittelständischer Unternehmen in der Industrie und der Sozialwirtschaft, teilweise auch als Vorsitzender. 2014 gründete er das Internet-Gesundheitsunternehmen wundshop.de und stellte das eigene Unternehmen Rogg Verbandstoffe strategisch neu auf.
Seit 2017 ist Ulrich Hemel im beratenden Vorstand des Internationalen Wirtschaftssenats / World Economic Counsil als Compliance und Ethik Beauftragter berufen, im Oktober des gleichen Jahres wurde er zum Bundesvorsitzenden des Bundes Katholischer Unternehmer (BKU) als Nachfolger der Bundestagsabgeordneten Marie-Luise Dött gewählt. Er richtete den Verband als Stimme wertorientierter Unternehmer neu aus, u. a. mit der Frage nach zukunftsfähigem Wirtschaften und dem Gemeinwohlbeitrag von Unternehmen. Am 2. Oktober 2020 wurde er für weitere drei Jahre als Bundesvorsitzender wiedergewählt. Als solcher wurde er auch zum Mitglied im Zentralkomitee der deutschen Katholiken (ZdK) gewählt. Das ZdK benannte ihn 2020 als Mitglied der Synodalversammlung des Synodalen Weges der Katholischen Kirche in Deutschland; er arbeitet dabei im Forum IV („Macht und Gewalt“) mit. 2019 wurde er in das Board of Directors der UNIAPAC, dem Weltverband christlicher Unternehmerverbände, gewählt. Dort setzt er sich besonders für die Soziale Marktwirtschaft als Friedensprojekt ein (FAZ 23. Dezember 2019) und findet insbesondere unter lateinamerikanischen Unternehmerverbänden erhebliche Resonanz. Auf dem Weltkongress der UNIAPAC, der im Oktober 2022 in Rom stattfand, war Hemel einer der Keynote-Speakers.
Seit dem 1. Juni 2018 ist er darüber hinaus Direktor des Weltethos Instituts in Tübingen. Mit der Bestimmung von Weltethos als Lernprogramm für Selbst- und Weltverantwortung initiierte er das Weltethos-Ambassador-Programm, das Unternehmer, Führungskräfte und junge Nachwuchskräfte zu einer ethischen Orientierung im Beruf führt. Ziel ist dabei die Gewinnung ethischer Sprach- und Handlungsfähigkeit im Feld der Wirtschaft. Hierzu entwickelt er eine „Ethische Toolbox“, die über verschiedene, dokumentierte Weltethos-Methoden zur Schaffung von Vertrauen zwischen Wirtschaft und anderen Teilen der Gesellschaft führen soll. In Weiterführung der Weltethos-Idee fordert er außerdem eine „SDG 18“ als „Gute religiöse und weltanschauliche Praxis“, die auf der Grundlage religiöser Toleranz und Gewaltlosigkeit aufgebaut ist. In diesem Zusammenhang veröffentlichte er in „Weltethos für das 21. Jahrhundert“ eine Dokumentation über den aktuellen Stand des Weltethos-Projekts weltweit. Darüber hinaus wirkte er an der Einrichtung einer zivilgesellschaftlichen Dialogplattform zur ethischen und sozialen Begleitung von Forschungen rund um Künstliche Intelligenz im CyberValley Tübingen-Stuttgart mit, einem der weltweit führenden Forschungszentren rund um Künstliche Intelligenz. 2019 wurde er zum stv. Sprecher dieses Boards gewählt. 2021 fanden in Zusammenarbeit zwischen dem IZEW und dem Weltethos-Institut erstmals Ethik-Kurse für KI-Forschende statt, damit ethische und soziale Erwägungen Eingang in die KI-Forschungsanträge im „CyberValley“ finden. 2020 veröffentlichte er unter dem Titel „Kritik der digitalen Vernunft“ eine umfassende Analyse des „Epochenbruchs“ der digitalen Transformation speziell mit Blick auf deren menschlichen Chancen und Risiken in ihren persönlichen, sozialen, politischen und ethischen Auswirkungen.
Im November 2021 kandidierte Ulrich Hemel als Nachfolger für Thomas Sternberg für die Wahl zum Präsidenten des Zentralkomitees der deutschen Katholiken. Für ihn stimmten 41 von 190 Teilnehmern der Vollversammlung. Er unterlag damit Irme Stetter-Karp, die 149 Stimmen erhielt.
Im Juli 2022 hielt Hemel unter großer öffentlicher Beteiligung aus Fachwissenschaft, Kirche und Gesellschaft seine Abschiedsvorlesung mit dem Titel „Religionsfähige Demokratie, Demokratiefähige Religion: Religiöse Erziehung in unruhigen Zeiten“ an der Universität Regensburg.
2023 wurde Hemel zum Vorstandsvorsitzenden der Stiftung Katholische Schulen in Deutschland e.V. gewählt. Diese gilt als eine Stimme für die 904 Schulen in katholischer Trägerschaft in Deutschland.
2023 gab Hemel das Amt des Bundesvorsitzenden beim Bund Katholischer Unternehmer (BKU) auf seinen eigenen Wunsch hin auf und wurde zum Ehrenvorsitzenden gewählt.

## Wissenschaftliche Tätigkeit
Seine wissenschaftlichen Leistungen decken verschiedene Felder ab. 1983 schrieb er eine Wissenschaftstheorie der Religionspädagogik (Theorie der Religionspädagogik). Sein Buch Ziele religiöser Erziehung erörterte erstmals das Ziel „Religiöse Kompetenz“ im Sinn einer persönlichen Urteils- und Handlungsfähigkeit in religiösen und weltanschaulichen Fragen.
Aus der Zusammenarbeit mit Hans-Ferdinand Angel ging der neue Forschungszweig des „Credition Research“ hervor. Hier geht es um „Kreditionen“, also glaubensähnliche Alltagsüberzeugungen mit emotionalen und kognitiven Anteilen.
Ausgehend von seiner unternehmerischen Praxis schrieb er 2005 das Buch Wert und Werte – Ethik für Manager. Aus dem Versuch, die Einseitigkeiten des Homo Oeconomicus zu überwinden, und in Verbindung mit dem Forschungsinstitut für Philosophie in Hannover sowie seinem Institut für Sozialstrategie versuchte er, eine neu zu etablierende Disziplin, die „Wirtschaftsanthropologie“, zu begründen. Ausgehend von der Schöpferkraft und Verletzlichkeit des Menschen, von seinem Wunsch nach Zugehörigkeit und Unterscheidung, begründet er „Wettbewerb“ und „Kooperation“ anthropologisch.
Dabei geht er vom Postulat aus, dass der Mensch stets beides ist: Rationaler Nutzenmaximierer („homo oeconomicus“) und nach Sinn und sozialem Anschluss suchende Person („homo cooperativus“). Aus der Balance beider Strebungen entstünden unterschiedliche Formen des Wirtschaftens (z. B. Genossenschaft versus Aktiengesellschaften), aber auch Formen des gesellschaftlichen Zusammenlebens. Sein dazu veröffentlichtes Buch Die Wirtschaft ist für den Menschen da wurde 2016 ins Spanische übersetzt (Economía para el ser humano, Bogotá 2016). Literatur zu den genannten Themen veröffentlicht er überwiegend auf der Homepage des Instituts für Sozialstrategie. 2018 veröffentlichte er gemeinsam mit Harald Link das Buch Zukunftssicherung für Familienunternehmen, Stuttgart: Kohlhammer 2018.
Sein Buch „Kritik der digitalen Vernunft“ wurde 2021 ins Spanische übersetzt (Crítica de la razón digital, USIL: Lima 2021). Als Maßstab für digitale Anwendungen postuliert er „digitale Humanität“ mit der Leitfrage, ob eine digitale Anwendung Menschlichkeit hemmt oder fördert. 2021 war er darüber hinaus einer der Erstunterzeichner der European Digital Literacy Charta, die danach fragt, was Menschen mit ihren Daten anfangen wollen, sollen, dürfen und können.
Im Februar 2023 wurde ihm der Grad eines Doktors honoris causa der wirtschaftswissenschaftlichen Fakultät der Universidad de San Ignacio de Loyola in Lima (Peru) verliehen.
Aktuell beschäftigt sich Hemel vorrangig mit den Themen „Professionsethik für KI-Berufe“ und „Menschenwürdige Globalisierung und inklusive Entwicklung“. Hier hat er einen „Inclusivity Index“ für die große gesellschaftliche Transformation entwickelt, der auf der Grundlage weltweit existierender Indices ein „magisches Viereck der großen Transformation“ darstellt. Dieses beruht auf dem Prinzip der Balance von Mindestanforderungen in den Bereichen sozialer, ökologischer, ethischer und ökonomischer Entwicklung einer Gesellschaft.
2024 erschien der Band „Interreligiöse Initiativen in Deutschland – ein Wegweiser“, herausgegeben von Religions for Peace Deutschland e.V., Stiftung Weltethos, Bundeskongress der der Räte der Religionen und Forum Religionen im Kontext, den Hemel als Mitherausgeber maßgeblich betreut hat.

## Auszeichnungen
- 1979: Päpstliche Goldmedaille als Jahrgangsbester im Lizentiatsstudiengang Wirtschafts- und Sozialwissenschaften an der Päpstlichen Universität Gregoriana, Rom.
- 1983: OBAG-Preis für ausgezeichnete Dissertationen (Universität Regensburg).
- 2003: Hemel wurde vom Bundesverband Deutscher Unternehmensberater zum „Manager des Jahres“ gekürt.
- 2005: Sein Buch Wert und Werte – Ethik für Manager wurde von der Financial Times Deutschland als „Wirtschaftsbuch des Jahres“ ausgezeichnet.
- 2023: Grad eines Doctor honoris causa der wirtschaftswissenschaftlichen Fakultät der Universidad de San Ignacio de Loyola in Lima (Peru)[15]